# Ritterhude
Ritterhude là một đô thị của huyện Osterholz, bang Niedersachsen, Đức. Đô thị này có diện tích 32,86 km². Đô thị này nằm bên sông Hamme, cự ly khoảng 6 km về phía tây nam của Osterholz-Scharmbeck, và 13 km về phía tây bắc của Bremen.
Ritterhude thuộc tổng giáo phận Bremen. Năm 1648, Tổng giáo phận này được chuyển thành Lãnh địa Bremen, được cai trị trong một liên minh cá nhân bởi Thụy Điển và từ năm 1715 trở đi thị bởi triều đinh Đức. Năm 1823, lãnh địa này đã bị giải thể và lãnh thổ của nó đã thuộc bang mới.